# Самутин, Леонид Александрович
Леони́д Алекса́ндрович Саму́тин (7 июля 1915, деревня Княтя, Вологодская губерния — 1987) — геолог, деятель «власовского» движения.

## Семья, образование, молодость
Отец был членом ВКП(б) с 1918, исключён из её рядов в 1924. После исключения он с семьёй переехал из Вологодской губернии в Тулу, где Леонид учился в школе. Позднее Леонид Самутин вспоминал, как в возрасте 14 лет прочитал подробности о гибели царской семьи:
С этого дня, это было в начале сентября 1928 года — утвердилось неприятие существующего у нас строя. Сделанный вывод: не может быть правильным, хорошим строй, при котором возможно такое убийство ни в чём не повинных детей, хотя бы и царских.
В 1929 его отец был арестован, затем освобождён, но семья была вынуждена переехать в Акмолинск, а затем в Уфу. Леонид Самутин окончил рабочий факультет при Казанском педагогическом институте (1933) и геологический факультет Казанского педагогического института (1937). С 1937 преподавал в средней школе в Уфе, где продолжали жить его родители. Затем был преподавателем геофизики и астрономии в Уфимском педагогическом институте (ныне Уфимский университет науки и технологий), дополнительно «потихоньку от администрации» вёл занятия по методике преподавания астрономии в средней школе. Позднее в немецкой лагерной карточке профессия была записана как «астроном».
В 1940 прошёл 5-месячные курсы усовершенствования командного состава. В декабре его отпустили, но через четыре месяца в апреле 1941 был призван на трёхмесячные лагерные сборы. В конце мая младшего лейтенанта запаса Самутина назначают командиром пулемётно-миномётной роты 1-го батальона 238-го стрелкового полка 186-й стрелковой дивизии.

## Участие в войне и «власовском» движении
В начале Великой Отечественной войны участвовал в боевых действиях в Белоруссии, 1 июля 1941 года попал в плен под Витебском. Первоначально находился во временном лагере для военнопленных под Лепелем, затем в числе других пленных его перевели в лагерь в Сувалки. В плену в 1942 году согласился сотрудничать с немецкими властями.
Весной 1942 вступил в «Боевой союз русских националистов», который возглавлял подполковник Владимир Гиль (Родионов), затем служил в воинской части 1-я русская национальная бригада СС «Дружина», где командовал отделением в офицерской роте, а затем взводом. В этом качестве проходил охранную службу в немецком тылу под Смоленском. Позднее стал помощником начальника отдела пропаганды «Дружины» в звании старшего лейтенанта. В 1943 был переведён в другую военную структуру, находившуюся под германским командованием и размещённую под Псковом — Первую гвардейскую бригаду РОА. В нём являлся начальником отдела пропаганды. Затем состоял в штабе школы РОА в Дабендорфе в чине поручика, редактировал газету «На дальнем посту», издававшуюся в Дании для расквартированных там восточных батальонов на немецкой службе. В некоторых источниках Самутин именуется не поручиком, а капитаном.
В конце своих воспоминаний «Я был власовцем» сам Л. А. Самутин чётко указывает, что в марте 1945 года по приказу генерала Власова он лично получил звание — капитан РОА и должность — начальник Отдела пропаганды штаба Вспомогательных войск РОА.
После окончания войны жил в Дании на нелегальном положении, работал на ферме, пытался бежать в Швецию, но был задержан и после непродолжительного пребывания в тюрьме в Стокгольме выслан обратно в Данию. Был передан датскими властями британским, которые, в свою очередь, в июне 1946 выдали его в советскую оккупационную зону Германии.

## Заключённый
Приговорён к 10 годам исправительно-трудовых лагерей и 5 годам поражения в правах. С декабря 1946 года Самутин отбывал наказание в Воркуте. Работал в шахте, на железной дороге. По собственным воспоминаниям, в 1948 году отказался от предложения стать сексотом, после чего две недели провёл в бараке усиленного режима — внутрилагерной тюрьме, и был переведён дальше на север, в Аяч-Ягинские шахты, где работал до 1949 года. Позднее, по инициативе одного вольнонаёмного начальника, который ранее сам был заключённым, был переведён с общих работ в контору. В 1953 году принимал участие в восстании заключённых в Воркуте, входил в состав забастовочного комитета 14-го отделения Речлага.

## Геологическая деятельность и знакомство с А. И. Солженицыным
В 1955 году был освобождён, до 1970 года работал заведующим лабораторией в Печорской геофизической экспедиции, налаживал и активно развивал петрофизические исследования. Много занимался с абитуриентами, пытался вернуться к педагогической деятельности, став преподавателем в Воркутинском филиале Ленинградского горного института, но вскоре был уволен из-за «плохой анкеты». Ещё работая в экспедиции, во время одной из поездок в центральную часть России, в 1967 познакомился с А. И. Солженицыным, которому давал информацию об истории «власовского» движения и о жизни в воркутинских лагерях, включая забастовку 1953, активно использовавшуюся при работе над книгой «Архипелаг ГУЛАГ».
В 1970 году вышел на пенсию и смог получить прописку в Ленинграде, так как там проживала его жена. Был близок к диссидентскому движению. В 1969 году машинистка Елизавета Воронянская, перепечатывавшая рукопись «Архипелага ГУЛАГ», передала её на хранение Самутину. В августе 1973 на допросе в КГБ она под сильным давлением была вынуждена сообщить об этом сотрудникам данной организации (вскоре после допроса Воронянская покончила с собой). После того, как сотрудники КГБ вызвали Самутина на «беседу», он был вынужден отдать им рукопись, зарытую на его даче.

## Мемуары Самутина
В 1970-е годы Самутин написал воспоминания о своём участии во власовском движении — «Я был власовцем», и о знакомстве с Солженицыным — «Не сотвори кумира». К тому времени его отношение к личности и деятельности Солженицына стало резко негативным, что нашло отражение в тексте книги. Рукопись «Не сотвори кумира» была изъята у Самутина сотрудниками КГБ, которые обещали издать её в доработанном виде. Однако в процессе «редактуры» она стала носить ярко выраженный пропагандистский характер. По мнению самого Самутина:
…все оценки смещены до полного искажения действительности, и мне это неприятно. Кроме того, я считаю это всё той же большой ошибкой — ругать и поносить, вместо того, чтобы объяснять.
В результате книга в таком виде не была опубликована. Однако часть содержавшейся в ней информации была использована в пропагандистской книге чехословацкого журналиста Томаша Ржезача «Спираль измены Солженицына». В 1990 году публикацию книги скончавшегося к тому времени Самутина в «отредактированном» варианте начал «Военно-исторический журнал», который был вынужден прекратить её после решительных протестов со стороны вдовы Самутина. Аутентичный вариант воспоминаний Самутина был опубликован лишь в 2002 году.

## Семья
- Первая жена — русская немка, служила переводчицей в редакции[8].
- Вторая жена — родом из Ленинграда[8].
  - Дочь[8].
  - Дочь[8].